# Aimé Mabika
Aimé Mabika (Lusaka, 16 agosto 1998) è un calciatore zambiano, difensore del Rhode Island.

## Carriera

### Club

#### Gli inizi
Nato in Zambia, si trasferisce negli Stati Uniti all'età di otto anni con la sua famiglia, stabilendosi a Lexington, nel Kentucky. Ha iniziato a giocare a calcio nel Lexington FC. Ha frequentato il liceo alla Henry Clay High School, dove diventerà anche giocatore dell'anno.
Nel 2016 Mabika ha iniziato a frequentare l'Università del Kentucky, dove ha iniziato a giocare a calcio nella squadra dell'istituto. Ha iniziato a vestire la maglia della squadra locale, i Kentucky Wildcats, dal 2016, venendo anche nominato al C-USA Commissioner's Honor Rolle al SEC First-Year Academic Honor Roll.
Il 17 settembre 2017 ha segnato la sua prima rete con la squadra l'università, mettendo a segno un calcio di rigore contro i New Mexico Lobos. Ha guidato la squadra con le sue reti, divenendone anche il miglior marcatore.
Nel 2018 è stato nominato due volte difensore della settimana C-USA ed è stato anche nominato nella terza squadra dell'anno.
Nel 2019 è diventato capitano della squadra. È stato nominato C-USA Player of the Year e C-USA Co-Defensive MVP ed è stato selezionato per la All-Southeast Region First Team, All-C-USA First Team, C-USA All-Tournament Team, Scholar All-America first team, Scholar All-South Region first team, C-USA Commissioner’s Honor Roll e Fall SEC Academic Honor Roll. Dopo la stagione è stato selezionato per partecipare all'MLS College Showcase.

#### Professionismo
Nel 2018 Mabika ha firmato per i Cincinnati Dutch Lions, militanti nella USL League Two.
All'MLS SuperDraft del 2021 Mabika è stato selezionato dall'Inter Miami. Nel maggio 2021 ha firmato per il Fort Lauderdale CF, squadra riserve dell'Inter Miami.
Nel 2020 è stato nominato nella All-Southest Region First Team- C-USA Commissioner's Honor Roll e Fall SEC Academic Honor Roll. Nelle sue ultime quattro stagioni ha segnato 10 gol in 62 presenze, aiutando la squadra a mettere a segno 28 vittorie. Ha fatto il suo debutto con il Fort Lauderdale il 2 maggio, vincendo 2-1 contro i Richmond Kickers. Anche qui gli verrà affidata la fascia da capitano. L'8 ottobre 2021 è entrato a far parte della prima squadra in prestito per necessità di giocatori a causa dei numerosi infortuni. Ha esordito ufficialmente in Major League Soccer il giorno seguente contro i New York Red Bulls, perdendo per 1-0. Il 22 ottobre firma un secondo prestito a breve termine per il club, anche per questa volta per problemi legati all'assenza di molteplici giocatori. Nel gennaio 2022 ha firmato un contratto a tempo indeterminato con l'Inter Miami. Nell'aprile 2022 è stato inserito all'interno della squadra della settimana di MLS.
Nell'aprile 2023 è stato acquistato dal Toronto FC, con l'Inter Miami che ha deciso di mantenere il 25% dei proventi della vendita futura. Ha esordito il 6 maggio 2023 da subentrato contro il New England Revolution. Termina la sua prima annata in MLS con un totale di 23 presenze. La stagione seguente si ritrova indietro nelle gerarchie e vede il suo minutaggio diminuire. Mabika chiude la sua seconda annata collezionando solamente 17 presenze, decidendo di non rinnovare il proprio contratto con la compagine canadese.

### Nazionale
Mabika è nato in Zambia da genitori congolesi. Alla nascita, aveva sia la cittadinanza zambiana che quella congolese, tuttavia, dopo aver ottenuto la cittadinanza statunitense quando aveva 21 anni, sia la cittadinanza zambiana che quella congolese furono revocate automaticamente. Tuttavia avrebbe potuto riottenere la cittadinanza zambiana senza rinunciare alla cittadinanza statunitense facendo una dichiarazione di lealtà allo Zambia.
Nel marzo 2022 è stato convocato per la prima volta dalla nazionale zambiana, prima di una serie di amichevoli. Mabika ha debuttato con lo Zambia in un'amichevole vinta per 3-1 sul Congo il 25 marzo 2022, tuttavia non ha potuto giocare nelle partite ufficiali a causa del suo problema di cittadinanza. Nel gennaio 2023, il suo processo di naturalizzazione è stato portato a termine, permettendogli di rappresentare lo Zambia a livello internazionale in competizioni ufficiali, con il suo passaporto che arriverà finalmente nel marzo 2023.

## Statistiche

### Cronologia presenze e reti in nazionale
| Cronologia completa delle presenze e delle reti in nazionale ― Zambia | Cronologia completa delle presenze e delle reti in nazionale ― Zambia | Cronologia completa delle presenze e delle reti in nazionale ― Zambia | Cronologia completa delle presenze e delle reti in nazionale ― Zambia | Cronologia completa delle presenze e delle reti in nazionale ― Zambia | Cronologia completa delle presenze e delle reti in nazionale ― Zambia | Cronologia completa delle presenze e delle reti in nazionale ― Zambia | Cronologia completa delle presenze e delle reti in nazionale ― Zambia |
| Data                                                                  | Città                                                                 | In casa                                                               | Risultato                                                             | Ospiti                                                                | Competizione                                                          | Reti                                                                  | Note                                                                  |
| --------------------------------------------------------------------- | --------------------------------------------------------------------- | --------------------------------------------------------------------- | --------------------------------------------------------------------- | --------------------------------------------------------------------- | --------------------------------------------------------------------- | --------------------------------------------------------------------- | --------------------------------------------------------------------- |
| 25-3-2022                                                             | Aksu                                                                  | Zambia                                                                | 3 – 1                                                                 | Rep. del Congo                                                        | Amichevole                                                            | -                                                                     |                                                                       |
| Totale                                                                |                                                                       | Presenze                                                              | 1                                                                     |                                                                       | Reti                                                                  | 0                                                                     |                                                                       |